# Herz-Jesu-Kirche (Rückweiler)

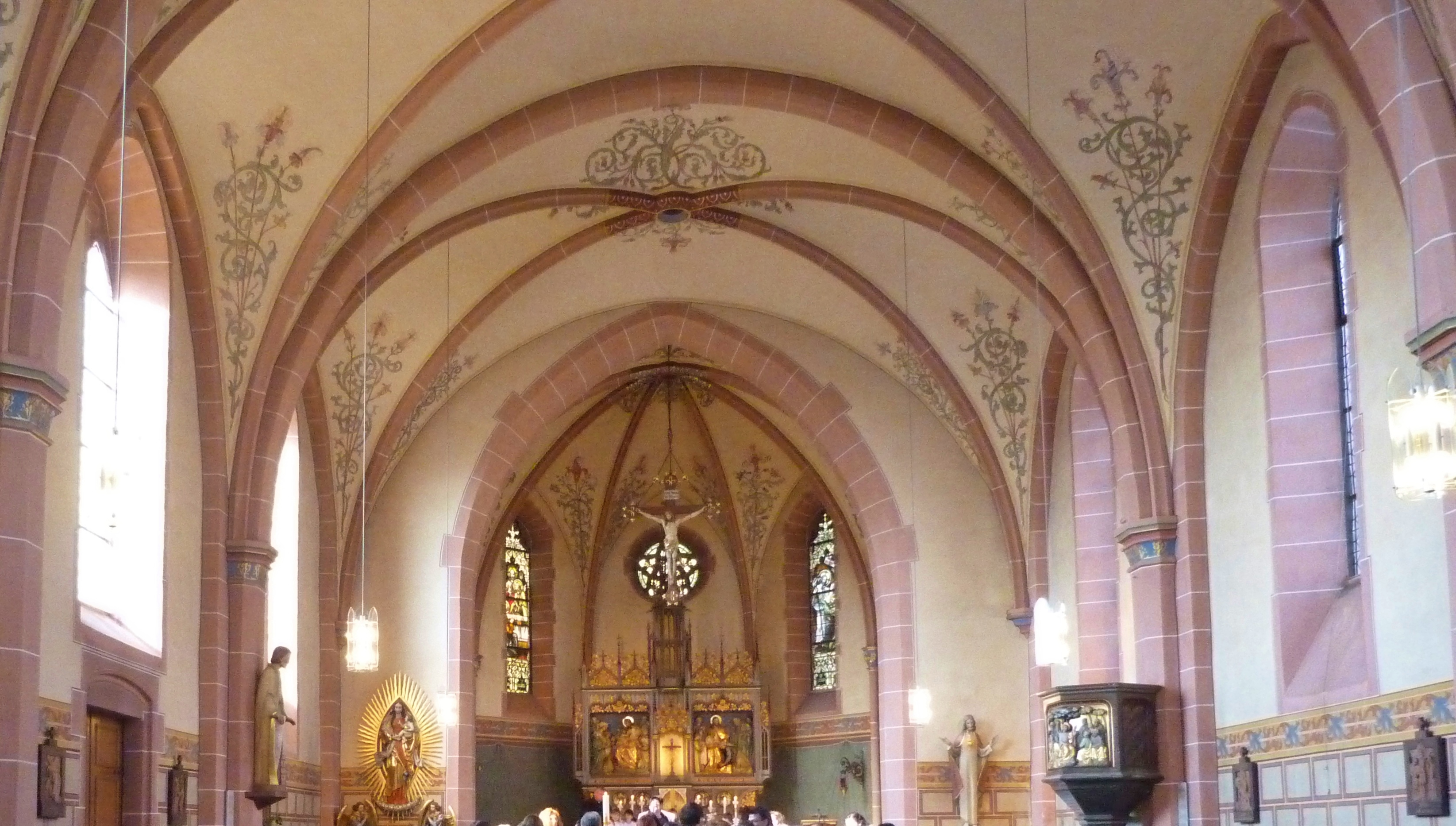
Innenraum der Herz-Jesu-Kirche in Rückweiler

Die römisch-katholische Herz-Jesu-Kirche (auch Heidedom) steht in Rückweiler im rheinland-pfälzischen Landkreis Birkenfeld.

## Geschichte
Das Gebäude wurde nach einem Entwurf des Architekten Wilhelm Hector in den Jahren 1907 bis 1908 errichtet.
Mit der Zeit wurden verschiedene Maßnahmen zur Instandsetzung vorgenommen. In den 1990er-Jahren wurden die Wandmalereien freigelegt und erneuert. Eine umfassende Sanierung des Gebäudes, bei der unter anderem der Glockenturm und das Kirchendach erneuert wurden, erfolgte 2020.
Die Herz-Jesu-Gemeinde gehört zur Pfarreiengemeinschaft Nahe-Heide-Westrich.

## Architektur
Die Saalkirche ist ein Brekzie-Bau im Stil der Neugotik, der durch Sandstein gegliedert wird. Das Gebäude unterteilt sich in das Kirchenschiff mit westlichem Chorschluss, eine an den Chorraum südlich angrenzende Sakristei und einen Kirchturm, der südöstlich an das Kirchenschiff angrenzt. Der Innenraum wird von einem Kreuzrippengewölbe überspannt und durch florale Deckenmalereien geprägt. Die Orgel steht auf der Empore über dem Haupteingang.

## Ausstattung
Im Chorraum steht der gotische Hochaltar, der aus der Werkstatt des Bildhauers Franz Müller aus Saulgau in Württemberg stammt. Die Epistelseite zeigt Maria Magdalena im Hause des Simon, während auf der Evangelienseite Jesus als Kinderfreund dargestellt ist.
Die bemerkenswerte Kanzel wurde 1912 eingebaut und zeigt auf der Vorderseite eine Darstellung der Bergpredigt. 1935 wurden vom Künstler A. Priem aus Trier Wandbilder geschaffen, die den Kreuzweg zeigen. Eine Orgel mit 16 Registern wurde 1955 eingebaut und ersetzte das Harmonium der Kirche.